# 43-й Берлинский международный кинофестиваль
43-й Берлинский международный кинофестиваль проходил с 11 по 23 февраля 1993 года в Берлине.

## Жюри
- Франк Байер (председатель жюри)
- Хуан Антонио Бардем
- Мишель Бужут
- Франсуа Дуплат
- Катинка Фараго
- Кристина Янда
- Наум Клейман
- Брок Питерс
- Сьюзен Страсберг
- Иоханна тер Стехе
- Чжан Имоу

## Конкурсная программа
- Аризонская мечта, режиссёр Эмир Кустурица
- Изящная эпоха, режиссёр Фернандо Труэба
- Цементный сад, режиссёр Эндрю Биркин
- Жизнь по Агфе, режиссёр Асси Даян
- Доносчица, режиссёр Томас Митшерлиш
- Дневник маньяка, режиссёр Марко Феррери
- Хоффа, режиссёр Дэнни Де Вито
- Возгласы, режиссёр Дьюла Маар
- Страдания юного Вертера, режиссёр Жак Дуайон
- Боль любви, режиссёр Нильс Мальмрос
- Поле любви, режиссёр Джонатан Каплан
- Малкольм Икс, режиссёр Спайк Ли
- Преданный, режиссёр Франс Вайз
- Супружеское ложе, режиссёр Мирча Данелюк
- Маленький апокалипсис, режиссёр Коста-Гаврас
- Русская певица, режиссёр Мортен Арнфред
- Самба Траоре, режиссёр Идрисса Уэдраого
- Санкофа, режиссёр Мортен Арнфред
- Телеграфист, режиссёр Эрик Густавсон
- Игрушки, режиссёр Барри Левинсон
- Солнце неспящих, режиссёр Темур Баблуани
- Свадебный банкет, режиссёр Энг Ли
- Мы можем по-другому, режиссёр Мортен Арнфред
- Женщина с озера благоухающих душ, режиссёр Фэй Се
- Тоска, режиссёр Тамасабуро Бандо

## Награды
- Золотой медведь:
  - Свадебный банкет, режиссёр Энг Ли
  - Женщина с озера благоухающих душ, режиссёр Фэй Се
- Золотой медведь за лучший короткометражный фильм:
  - Болеро
- Серебряный медведь:
  - Самба Траоре
- Серебряный медведь за лучшую мужскую роль:
  - Дензел Вашингтон — Малкольм Икс
- Серебряный медведь за лучшую женскую роль:
  - Мишель Пфайффер — Поле любви
- Серебряный медведь за лучшую режиссёрскую работу:
  - Эндрю Биркин — Цементный сад
- Серебряный медведь за лучший короткометражный фильм:
  - Да здравствует мышь!
- Серебряный медведь за выдающиеся художественные достижения:
  - Темур Баблуани — Солнце неспящих
- Серебряный медведь — специальный приз жюри:
  - Аризонская мечта
- Особое упоминание:
  - Жизнь по Агфе
  - Мы можем по-другому
- Почётный приз Berlinale Camera Award:
  - Виктория Абриль
  - Жюльет Бинош
  - Гун Ли
  - Коринна Харфух
  - Иоханна тер Стехе
- Приз Teddy (кино, посвящённое теме сексуальных меньшинств):
  - Приз Teddy за лучший короткометражный фильм:
    - Горькая правда

  - Приз Teddy за лучший документальный фильм:
    - Что такое секс?
    - Жизнь в Сильверлейке

  - Приз Teddy за лучший художественный фильм:
    - Витгенштейн
- Приз экуменического (христианского) жюри:
- Приз экуменического (христианского) жюри (конкурсная программа):
  - Страдания юного Вертера
- Приз экуменического (христианского) жюри (программа «Форум»):
  - Вальс на Печоре
- Приз экуменического (христианского) жюри - особое упоминание:
- Приз экуменического (христианского) жюри - особое упоминание (конкурсная программа):
  - Женщина с озера благоухающих душ
- Приз экуменического (христианского) жюри - особое упоминание (программа «Форум»):
  - Подружка Антонио
  - Постель, в которой спишь
- Специальный приз фестиваля Blue Angel за лучший европейский фильм:
  - Страдания юного Вертера
- Приз Caligari за инновации в Программе молодого кино:
  - Тайная любовь
- Приз Peace Film Award:
  - Мадам Вода
- Приз имени Вольфганга Штаудте:
  - Закон неизбежности